# Oscar Ljung
Oscar Albin Ljung (født 6. september 1909 i Landskrona, død 29. april 1999) var en svensk skuespiller, der medvirkede i mere end 40 film mellem 1935 og 1983. Blandt hans filmroller kan nævnes Den store gavtyv (1956), Gøngehøvdingen (1961) og Sally og friheden (1981).
Ljung ligger begravet i mindelunden på Lidingö kyrkogård i Stockholms län.

## Udvalgt filmografi
- Pigen fra Högbogaard (1939)
- Romance (1940, ukrediteret)
- Veritas forhersker byen (1941)
- Rid i nat! (1942)
- Livet skal jo leves (1943)
- Jorden drager (1948)
- Menneskers rige (1949)
- Den store gavtyv (1956)
- Ansigtet (1958)
- Jomfrukilden (1960)
- Gøngehøvdingen (1961)
- Pigen Fanny (1968)
- Nybyggerne (1972)
- Din stund på jorden (tv-serie, 1973)
- Paradishuset (1977)
- Sally og friheden (1981)